# Изгубеният град Z
„Изгубеният град Z“ е американски биографичен филм, написан и режисиран от Джеймс Грей, основан върху книгата на Дейвид Гран от 2009 г. To описва истински събития, за британския изследовател Пърси Фосет, който прави опити да открие изгубен град в Амазония, но изчезва през 1925 по време на експедиция със сина си. Премиерата на филма е на 14 април в САЩ, а във Великобритания е на 21 април.

## Сюжет
Действието се развива през 20-те години и по-точно през 1925 г., когато известният британски изследовател Πърси Фосет се впуска в амазонската джунгла в търсене на изгубена и легендарна цивилизация. Той таĸa и не се завръща. Опитвайки се да отĸрие мистериозен град до Бразилия, с изследователя се случва нещо ...

## Актьорски състав
- Чарли Хънам – Пърси Фосет
- Робърт Патинсън – Хенри Костин
- Сиена Милър – Нина Фосет
- Том Холанд – Джак Фосет
- Даниел Хитълстоун – Браян Фосет
- Ангъс Макфейдън – Джеймс Мъри